# Лвовек Слонски
Лвовек Слонски (пољ. Lwówek Śląski) град је у Пољској у Војводству доњошлеском. По подацима из 2012. године број становника у месту је био 9338.

## Становништво
| 2012. |
| ----- |
| 9.338 |

## Партнерски градови
- Вилтен
- Хајденау